# تری ونبلز
تری ونبلز (انگلیسی: Terry Venables؛ ۶ ژانویهٔ ۱۹۴۳ – ۲۵ نوامبر ۲۰۲۳) بازیکن و مربی فوتبال اهل انگلستان بود که سابقهٔ عضویت در باشگاه چلسی و تاتنهام را داشت. وی در ۲۱ اکتبر ۱۹۶۴ نخستین بازی ملی خود را در مقابل تیم ملی فوتبال بلژیک انجام داد و با حضور در ۲ بازی ملی، در ۹ دسامبر ۱۹۶۴ واپسین بازی ملی خود را در برابر تیم ملی فوتبال هلند برگزار کرد.
او در دوران مربی‌گری خود، کریستال پالاس را ابتدا به دومین سطح لیگ انگلستان و سپس به بالاترین سطح لیگ انگلستان رساند. با کویینز پارک رنجرز قهرمان لیگ برتر فوتبال انگلستان ۱۵–۲۰۱۴ و چمپیونشیپ ۱۱–۲۰۱۰ شد. با بارسلونا موفق به فتح لا لیگا و کوپا دی لا لیگا شد. همچنین به فینال جام باشگاه‌های اروپا ۱۹۸۶ راه پیدا کرد. با تیم تاتنهام قهرمان جام حذفی فوتبال انگلستان شد و با انگلستان به نیمه نهایی جام ملت‌های اروپا ۱۹۹۶ صعود کرد.

## دوران کودکی
ترنس فردریک ونبلز در سال ۱۹۴۳ در دگنهام، اسکس زاده شد. او علاقه خود به فوتبال را تحت نظر پدربزرگ و مادربزرگ مادری خود پرورش داد. استعداد او از سنین جوانی آشکار بود و منجر به حضور در تیم‌های جوانان و بزرگسالان محلی پیش از پیوستن به چلسی در سال ۱۹۵۸ شد. او در سال ۱۹۶۰ نخستین بازی خود را مقابل وستهم انجام داد. ونبلز ۲۰۲ بار پیراهن چلسی را پوشید و قهرمان جام اتحادیه فوتبال انگلستان شد.
او پس از بازنشستگی از بازی، حرفه مربیگری را آغاز کرد و هدایت چندین باشگاه در انگلستان و اروپا را بر عهده داشت. در سال ۱۹۸۶ او سرمربی تیم ملی انگلستان شد و آن تیم را به جام جهانی ۱۹۹۰ هدایت کرد.
ترنس ونبلز که به خاطر سبک بازی جذاب و روحیه رقابتی خود شناخته می‌شود، یک نماد واقعی فوتبال انگلستان است.

## حرفه مربیگری

### کریستال پالاس
ونبلز در فصل ۷۶–۱۹۷۵ به عنوان دستیار مالکوم الیسون کار کرد و در سال ۱۹۷۶ پس از استعفای آلیسون، سرمربیگری تیم را بر عهده گرفت. او در دو فصل حضور خود در این تیم، باشگاه فوتبال کریستال پالاس را به دو جایگاه ششم و هفتم در لیگ برتر رساند.

### کوئینز پارک رنجرز
ونبلز در سال ۱۹۸۰ به کویینز پارک رنجرز پیوست و در شش فصل حضور خود در این تیم، دو قهرمانی در جام اتحادیه، یک قهرمانی در جام حذفی، و یک نایب قهرمانی در لیگ برتر را کسب کرد.

### بارسلونا
ونبلز در سال ۱۹۸۴ به بارسلونا پیوست و در دو فصل حضور خود در این تیم، یک قهرمانی در لالیگا و یک قهرمانی در جام حذفی را کسب کرد.

### تاتنهام هاتسپر
ونبلز در سال ۱۹۸۷ به تاتنهام هاتسپر پیوست و در شش فصل حضور خود در این تیم، یک قهرمانی در جام حذفی، یک قهرمانی در جام یوفا، و یک مقام چهارمی در لیگ برتر را کسب کرد.

## مربیگری تیم ملی

### انگلستان
ونبلز در سال ۱۹۹۴ به عنوان سرمربی تیم ملی انگلستان منصوب شد و در چهار سال حضور خود در این تیم، یک مقام سومی در جام جهانی ۱۹۹۸ را کسب کرد.

### استرالیا
تری ونبلز در نوامبر ۱۹۹۶ و پس از استعفای ادی تامسون، سرمربی استرالیا شد. او در جام کنفدراسیون‌ها ۱۹۹۷، استرالیا را به فینال رساند. جایی که با نتیجه ۰–۶ مغلوب برزیل شد. تیم او در مسابقات مقدماتی جام جهانی اقیانوسیه به برتری رسید. اما در پلی‌آف از ایران شکست خورد.
در بازی رفت در تهران، استرالیا و ایران به تساوی یک بر یک دست یافتند. در بازی برگشت در ملبورن، استرالیا در نیمه دوم با نتیجه ۲–۰ پیش افتاد. اما در نهایت با نتیجه ۲–۲ مساوی شد و به دلیل گل‌های زده در خانه، از صعود به جام جهانی ۱۹۹۸ بازماند.
ونبلز بلافاصله پس از شکست در پلی‌آف استعفا داد. او در مدت زمان کوتاهی که سرمربی استرالیا بود. تأثیر چشمگیری بر تیم گذاشت. استرالیا پیش از تصدی او هرگز به ۵۰ تیم برتر در رده‌بندی مردان فیفا نرسیده بود، اما زیر نظر او به ۳۰ تیم برتر رسید.

## بازگشت به مربیگری

### کریستال پالاس
ونبلز در سال ۱۹۹۸ به کریستال پالاس بازگشت و در دو فصل حضور خود در این تیم، تیم را به دو جایگاه یازدهم و هشتم در لیگ برتر رساند.

### باشگاه فوتبال میدلزبرو
ونبلز در سال ۲۰۰۰ به میدلزبرو پیوست و در یک فصل حضور خود در این تیم، تیم را به مقام دهم در لیگ برتر رساند.

### لیدز یونایتد
ونبلز در سال ۲۰۰۲ به لیدز یونایتد پیوست و در دو فصل حضور خود در این تیم، تیم را به دو جایگاه دهم و سیزدهم در لیگ برتر رساند.

## دستیار سرمربی تیم ملی انگلستان
ونبلز در سال ۲۰۰۵ با باشگاه استرالیایی نیوکاسل یونایتد جتس مرتبط بود، اما تعهداتش در بریتانیا مانع از ایفای نقشی در این باشگاه شد. در پایان فصل ۲۰۰۵–۲۰۰۶، او با بازگشت به میدلزبورو در ارتباط بود، اما تصمیم گرفت که نمی‌تواند در سن خود یک باشگاه لیگ برتر را به‌طور تمام‌وقت مدیریت کند. بعداً در همان سال، ونبلز به عنوان دستیار سرمربی جدید استیو مک‌کلارن به تیم انگلستان بازگشت.

## درگذشت
ونبلز در ۲۵ نوامبر ۲۰۲۳، در سن ۸۰ سالگی به دنبال یک دوره بیماری طولانی درگذشت. در ۲۶ نوامبر، تاتنهام اعلام کرد که بازیکنان آنها بازوبندهای مشکی خواهند پوشید و یک دقیقه تشویق به احترام او در بازی خانگی آنها مقابل استون ویلا در آن روز انجام خواهد شد.